# 英将乡
英将乡，是中华人民共和国江西省上饶市铅山县下辖的一个乡镇级行政单位。

## 行政区划
英将乡下辖以下地区：
英将村、垄西村、小横村、大横村、汉阳村和留桥村。